# Саука (Румунія)
Саука (рум. Sauca) — село у повіті Васлуй в Румунії. Входить до складу комуни Лаза.
Село розташоване на відстані 272 км на північний схід від Бухареста, 9 км на захід від Васлуя, 56 км на південь від Ясс, 140 км на північ від Галаца.

## Населення
За даними перепису населення 2002 року у селі проживали 1122 особи, з них 1120 осіб (99,8%) румунів. Усі жителі села рідною мовою назвали румунську.